# Discotheciella bakeri
Discotheciella bakeri är en svampart som först beskrevs av Syd. & P. Syd., och fick sitt nu gällande namn av Syd. & P. Syd. 1917. Discotheciella bakeri ingår i släktet Discotheciella, divisionen sporsäcksvampar och riket svampar.   Inga underarter finns listade i Catalogue of Life.